# Хорошів (село)

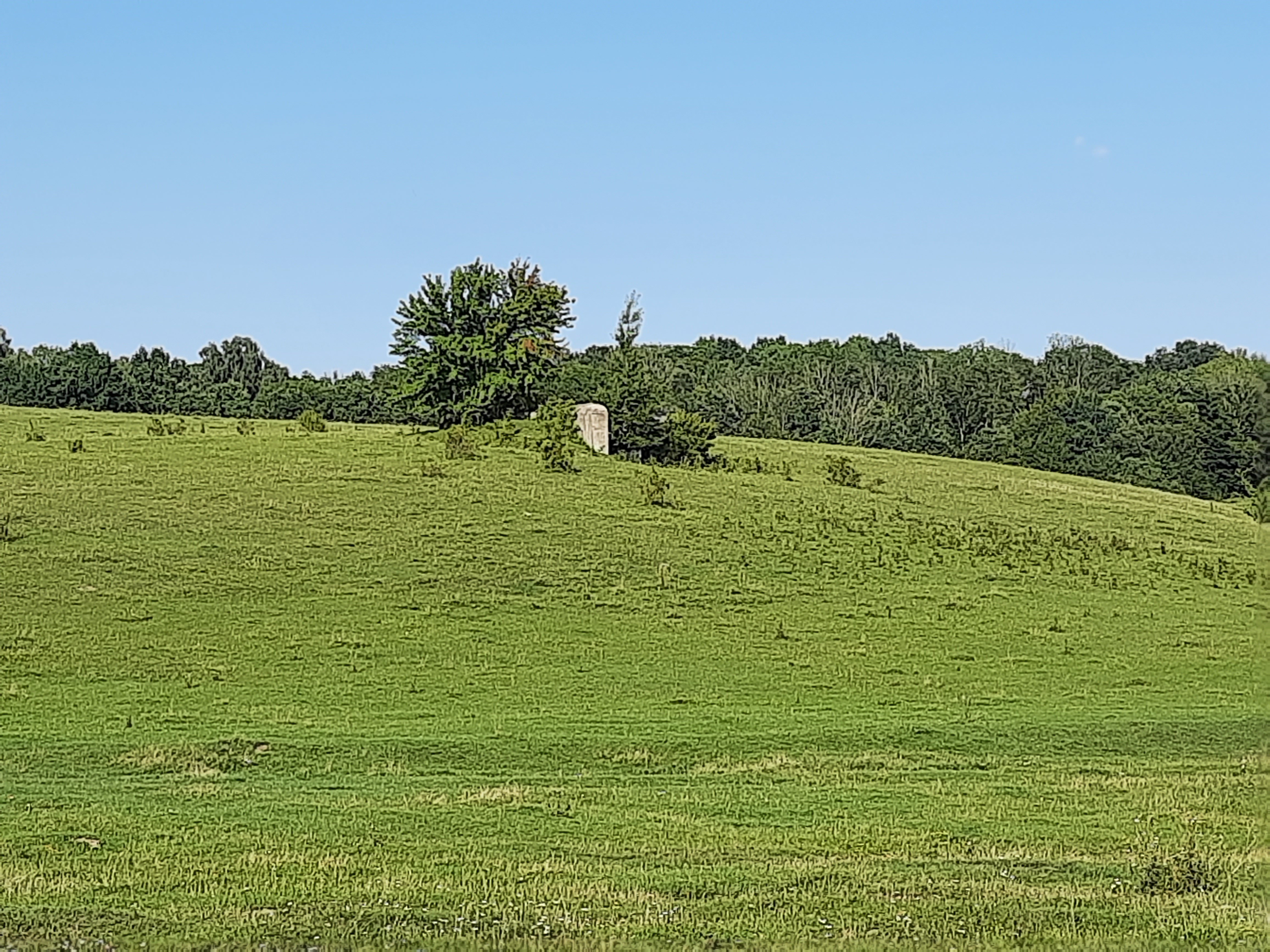
ДОТ біля села

Хо́рошів — село в Україні, у Білогірській селищній громаді Шепетівського району Хмельницької області. Населення — ▼627 осіб.

## Географія
Село розташоване між річками Кумою та Боложівкою.

## Історія
У 1581 р. волинський шляхтич Валентин Негалевський переклав у цьому селі Новий Завіт мовою, наближеною до розмовної української. Це один із перших перекладів новозавітних книг розмовною українською мовою.
У 1906 році село Уніївської волості Острозького повіту Волинської губернії. Відстань від повітового міста 35 верст (37,3 км), від волості 15 верст (16 км). Дворів 148, мешканців 888.
7 (20) листопада 1917 року, відповідно до Третього Універсалу Української Центральної Ради, увійшло до складу Української Народної Республіки.
12 червня 2020 року, відповідно до розпорядження Кабінету Міністрів України № 727-р «Про визначення адміністративних центрів та затвердження територій територіальних громад Хмельницької області», увійшло до складу Білогірської селищної громади.
19 липня 2020 року, в результаті адміністративно-територіальної реформи та ліквідації Білогірського району, село увійшло до складу новоутвореного Шепетівського району.

## Постаті
Уродженцем села є Матвієць Роман Михайлович (1989—2016) — старшина Збройних сил України, учасник російсько-української війни.